# NGC 3559
NGC 3559 = NGC 3560 ist eine Spiralgalaxie vom Hubble-Typ S/P im Sternbild Löwe auf der Ekliptik. Sie ist schätzungsweise 141 Millionen Lichtjahre von der Milchstraße entfernt.
Das astronomische Objekt wurde am 12. April 1784 von dem deutsch-britischen Astronomen Wilhelm Herschel entdeckt.